# Andrew Weir (1er baron Inverforth)
Andrew Weir (24 avril 1865 – 17 septembre 1955), 1er baron Inverforth, est un armateur anglais qui a servi durant la Première Guerre mondiale comme ministre dans le gouvernement de coalition du Royaume-Uni, gouvernement actif de 1916 à 1922), et a été responsable des fournitures de guerre de 1917 à 1919. 
Après la fin du conflit en Europe de l'Ouest, il a été nommé ministre des munitions de 1919 à 1921.

## Ministre des munitions
Alors qu'une guerre mondiale se termine et qu'une autre se préparera rapidement, le baron Inverforth succède à Winston Churchill dans le poste stratégique de ministre de l'armement ( « Minister of Munitions »).
Weir a alors notamment eu à gérer un énorme excédent de munitions non utilisées produit pour la guerre. Ce stock contenait notamment des armes chimiques massivement produites les derniers mois de la guerre, qu'il fallait éliminer.
Une partie au moins de ces munitions (environ 1 million de tonnes) semble avoir été jetée en mer, dans la fosse de Beaufort. L'immersion des munitions était alors une pratique admise plutôt que de démontage et recyclage ou la destruction in situ jugés - à juste titre - plus dangereuses pour les démineurs et artificiers civils ou militaires, en tous cas à court terme (car les munitions après environ 80 décennies, à la suite de la corrosion peuvent perdre en mer les produits toxiques qu'elles contiennent ce qui est aujourd'hui devenu un sujet important de préoccupation en atlantique Nord-Est pour la commission OSPAR ou la commission HELCOM, son homologue de la mer Baltique).

## Biographie
Andrew Weir est né à Kirkcaldy. Il est le fils ainé de William Weir et son épouse Janet. William Weir, comme son propre père,  était marchand de liège.
Après avoir fréquenté l'école secondaire à Kirkcaldy, Andrew part travailler pour la Banque commerciale d’Écosse (Commercial Bank of Scotland). Il part rapidement à Glasgow.
Peu de temps après son vingtième anniversaire, il achète un voilier, le Willowbank, qu'il utilise pour faire du cabotage. L'année suivante, Weir a commencé à construire des voiliers de conception plus moderne. Et en quelques années, il se constitue une flotte de 52 navires à voile.
En 1896, Weir déménage à Londres et commence à convertir sa flotte à voile en navires à vapeur.
Durant la Première Guerre mondiale, en mars 1917, on commande à Weir un rapport sur l'organisation commerciale des approvisionnements de l'armée anglaise. Weir recommande dans son rapport la nomination d'un « surveyor-general of supply » (surveillant général des fournitures) siégeant au Conseil de l'armée (army council), qui aurait en charge  toutes les fournitures militaires (hors munitions).
Non seulement ses recommandations sont acceptées, mais il obtient ce poste.
En janvier 1919, peu après l'armistice de 1918, il est nommé « Ministre de l'armement », chargé de clôturer les opérations d'approvisionnement de guerre et - en lien avec l'armée américaine - mettre en décharge ou éliminer les munitions et matériels surnuméraires ou devenus inutiles.
Il est resté en fonction à ce poste jusqu'en mars 1921.
Après-guerre, Lord Inverforth retourne à ses activités d'armateur et transforme à nouveau sa flotte, pour l'équiper de moteurs diesel plutôt que de chaudières à vapeur alimentée par le charbon.
Il a également élargi ses intérêts commerciaux, en investissant une partie de sa fortune dans le groupe de sociétés Marconi.
Il a aussi présidé la Société de riz anglo-Birmane (Anglo-Burma Rice Company) et de la Société  Wilmer Grain Company.
Il a enfin aussi été membre du conseil d'administration de la Lloyds Bank.
Inverforth a continué à fréquenter son bureau quatre jours par semaine jusque dans sa 91e année.
Il est mort à son domicile de Hampstead le 17 septembre 1955.

## Distinctions, remerciements
En 1919, pour ses services rendus durant la guerre et l'après-guerre, Weir a été créé baron Inverforth de Southgate (dans le comté du Middlesex), dans la pairie du Royaume-Uni. 
Il a également reçu l'American Distinguished Service Medal.